# 马科斯·波拉德
马科斯·拉胡安·波拉德（Marcus LaJuan Pollard，1972年2月8日—），是前美式足球运动员，担任近端锋。

## 大学战绩
波拉德就读于布拉德利大学，在学校里打篮球。在被学校录取之前，他并未参加足球项目。他在篮球场上担任大前锋，在转到布拉德利之前，曾在堪萨斯州里布瑞（Liberal）的苏厄德县社区大学（Seward County Community College）打过两年球。

## 职业生涯
1995年，波拉德被印第安纳波利斯小马以未选秀自由球员身份签下。他在小马队成长成为一名出色的近端锋。他职业生涯最好的一年是2001年，他出场47次，共获得8次达阵，其中一次进攻距离达86码。随着达拉斯·卡拉克的崛起，波拉德在小马队进攻阵容中逐渐淡出，之后他转投底特律雄狮队。并在那里打了2年球。之后，他又先后加入西雅图海鹰队、新英格兰爱国者队和亞特蘭大獵鷹队。

## 退役后
波拉德在亚拉巴马州拉奈特高中美式足球队执教。
波拉德同其妻阿玛尼（Amani）共同参加了《极速前进19》的拍摄。